# PFK Krilja Sovjetov Samara
Profesionalnij Futboljnij Klub Krilja Sovjetov (ruski: Профессиональный футбольный клуб «Крылья Советов») ruski je nogometni klub iz Samare u Rusiji. Osnovan je 1942. godine, a domaće utakmice igra na stadionu Kosmos Arena.

## Poznati igrači
- Sergej Ignaševič
- Andrej Kančeljskis
- Omar Tetradze

## Zanimljivosti
Klub je otvorio svoj muzej 10. srpnja 2008. godine.